# Галядза
Галя́дза — река в Докшицком районе Витебской области Белоруссии, левый приток реки Сервечь.
Длина реки составляет 24 км. Площадь водосбора — 110 км². Средний наклон водной поверхности — 2,3 ‰
Исток реки находится в болотах в 4 км к западу от центра Докшиц. Генеральное направление течения — запад, в нижнем течении — юго-запад. В верховье на протяжении 6 км русло канализировано.
Протекает деревни Лайково, Заборцы, Парафьяново, ниже течёт по лесному массиву. Именованных притоков не имеет.
Впадает в Сервечь у нежилой деревни Муровщина рядом с границей Минской области.